# Banca dello Stato del Cantone Ticino
La Banca dello Stato del Cantone Ticino (conosciuta anche solo come BancaStato) è una banca cantonale svizzera fondata nel 1915, ente autonomo con personalità giuridica di diritto pubblico, il cui capitale è integralmente di proprietà della Repubblica e Cantone Ticino.
L'Istituto agisce su mandato pubblico, con l'esplicito scopo di favorire lo sviluppo economico ticinese e di offrire la possibilità di investire in modo sicuro e redditizio i propri risparmi. I depositi sono garantiti dal Cantone Ticino.

## Attività
La Banca, la cui sede centrale è a Bellinzona, è costituita a tempo indeterminato e le sue attività si estendono a tutte le operazioni di una banca universale. Sul fronte dei ricavi, circa il 70% di essi sono relativi al mercato dei crediti. In tal senso, proprio per svincolare la banca dai rischi di un'eccessiva dipendenza da questo ambito, l'istituto si è rafforzato nel settore del Private Banking acquisendo nel corso del 2010 una partecipazione di controllo di Axion SWISS Bank SA, allora ancora chiamata UniCredit (Suisse) Bank (USB). Nel corso del 2013 BancaStato ha acquisito la totalità di tale controllo.L'integrazione ha determinato per BancaStato lo status di gruppo (Gruppo BancaStato).
Il gruppo dà lavoro a 487 persone suddivise nelle quattro succursali (Lugano, Chiasso, Bellinzona e Locarno) e nelle 16 agenzie della casa madre, nonché nella sede di Axion SWISS Bank. 
Alla luce del suo mandato pubblico, l'istituto - oltre alle attività prettamente bancarie - segue una politica di sponsorizzazione di numerosi eventi a livello cantonale e sostiene diverse associazioni sportive, culturali o benefiche, così come dettagliato nel suo Bilancio Sociale e Ambientale.

## Principali risultati finanziari del 2023 (Gruppo[4])
Utile: 101,0 milioni di franchi
Risultato d'esercizio: 172,0 milioni di franchi
Costi d'esercizio: 173,8 milioni di franchi
Ricavi netti: 360,9 milioni di franchi
Versamento al Cantone: 65,1 milioni di franchi
Patrimoni amministrati: 21,7 miliardi di franchi
Cifra di bilancio totale: 18,0 miliardi di franchi

## Governo d'impresa

### Direzione generale
| La Direzione di BancaStato è composta da: |
| --- |
| - Fabrizio Cieslakiewicz (Presidente della Direzione generale) - Glenda Brändli (Responsabile Area Finanza) - Curzio De Gottardi (Responsabile Area Prodotti e Servizi) - Nicola Guscetti (Responsabile Area Private Banking e GPE) - Patrick Lafranchi (Responsabile dell'Area Rischi) - Gabriele Zanzi (Responsabile Area Retail e Aziendale) |

### Consiglio di amministrazione
| Il Consiglio di amministrazione di BancaStato è composta da: |
| --- |
| - Avv. Michela Ferrari-Testa (Presidente del consiglio di amministrazione) - Raoul Paglia (Vicepresidente del consiglio di amministrazione) - Avv. Michela Ferrari-Testa (Segretario del Consiglio di amministrazione) - Avv. Giovanni Jelmini (membro del Consiglio di amministrazione) - Avv. Enea Petrini (membro del Consiglio di amministrazione) - Stefano Santinelli (membro del Consiglio di amministrazione) - Luca Soncini (membro del Consiglio di amministrazione) |